# Chloé Quenum
Chloe Quenum est une artiste franco-béninoise, enseignante également, née en 1983. En 2024, elle est l’une des quatre artistes représentant le Bénin à la 60e Biennale de Venise.

## Biographie
Chloé Quenum est née en France, à Paris, en 1983, fille d’un Béninois et d’une Française. 
Elle suit un cursus aux Beaux-Arts de Paris et en est diplômée en 2011, obtenant son DNSEP, puis continue des études supérieures à l'École des hautes études en sciences sociales (EHESS) en 2016 pour étudier l'anthropologie de l'écriture. Elle participe au Salon d'art contemporain de Montrouge en 2010, alors qu’elle est encore étudiante aux Beaux-arts. La même année 2010, Mélanie Bouteloup l’invite à prendre part à l’exposition La moitié des choses – Trois volets à Bétonsalon. Depuis 2012, ses créations font régulièrement l’objet d’expositions personnelles,. Certaines de ces créations ont été intégrées dans des collections publiques et privées comme par exemple celles du FRAC Île-de-France, du FRAC Grand Large – Hauts-de-France, de la Fondation Kadist et de Lafayette Anticipations ainsi que de la Fondation Hermès.
Elle entre en résidence à la Manufacture de la Cristallerie Saint-Louis en 2019 dans le cadre du programme de la Fondation Hermès. Elle devient aussi lauréate du programme Mondes Nouveaux lancé par le Ministère français de la culture en 2021, un ensemble de projets faisant l'objet d'une commande artistique de la part de l'État pour soutenir les artistes fragilisés par la pandémie de Covid-19. Ce programme Mondes Nouveaux se traduit pour elle en 2023 par l’installation Épopée, pendant deux mois  à l’Hôtel de Ragueneau, à Bordeaux,.
Elle est sélectionnée dans la 60e Biennale de Venise, en 2024, avec trois autres artistes, Ishola Akpo, Moufouli Bello et Romuald Hazoumè, sous le commissariat de Azu Nwagbogu, au sein de l'espace consacré au Bénin, pays représenté pour la première fois dans cette manifestation culturelle. Elle y propose; comme souvent dans ses créations, des objets liés à l'histoire et à la culture du pays, déplacés de leur contexte habituel pour les mettre en exergue. En l'occurrence, elle y fait figurer une fenêtre en demi-lune issue d'un ancien chantier naval et la copie, en verre, de dix instruments de musique béninois qu'elle a redécouvert au musée du Quai Branly, et qui avaient été présentés lors de l'exposition coloniale internationale de Paris en 1931. Elle veut ainsi évoquer le transfert par les personnes réduites en esclavage (pratique coloniale qui a profondémaent marquée le territoire béninois), dans les navires négriers, de leurs rites et culture, tout en s'inscrivant dans le thème de cette biennale Stranieri Ovunque – Foreigners Everywhere - Etrangers partout.
Elle enseigne également dans des institutions artistiques, notamment à l'École supérieure des beaux-arts de Tours en 2022, puis à l'École nationale supérieure des arts décoratifs de Paris.